# Bullewijk
Bullewijk è un quartiere nello stadsdeel di Amsterdam-Zuidoost, nella città di Amsterdam.
Il quartiere fu costruito nel 1978 e prende il nome dal fiume omonimo. Il quartiere di Bullewijk fu progettato per uso industriale e commerciale: nonostante questo fatto, però, in questo quartiere sorgono infrastrutture importanti come l'Academisch Medisch Centrum e l'Amsterdam ArenA.